# Костешть-Дял
Костешть-Дял, Костешті-Дял (рум. Costești-Deal) — село у повіті Хунедоара в Румунії. Входить до складу комуни Орештіоара-де-Сус.
Село розташоване на відстані 266 км на північний захід від Бухареста, 31 км на південний схід від Деви, 126 км на південь від Клуж-Напоки.

## Населення
За даними перепису населення 2002 року у селі проживали 59 осіб, усі — румуни. Усі жителі села рідною мовою назвали румунську.